# Aach (Hegau)
Aach is een stad in de Duitse deelstaat Baden-Württemberg, en maakt deel uit van het Landkreis Konstanz.
Aach telt 2.314 inwoners.
De plaats is bekend vanwege het ontspringen van het riviertje de Radolfzeller Aach, welke uitmondt in het Bodenmeer. De rivier ontspringt onderaan een heuvel in een klein meertje. Hier borrelt tussen de één en de 24 kubieke meter water per seconde op. Dit water komt uit het stroomdal van de Donau bij Immendingen en Tuttlingen en stroomt zo'n 12 kilometer zuidwaarts onder de heuvels van een natuurpark naar deze bron.

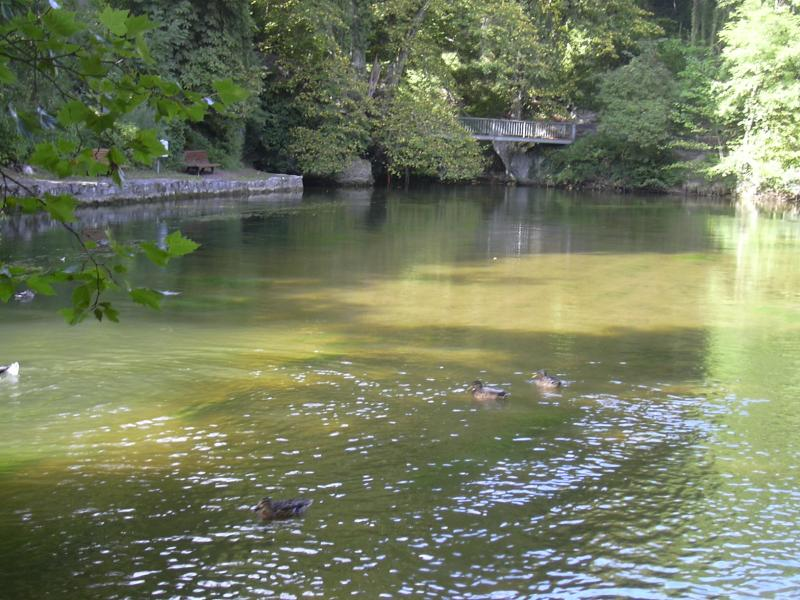
De bron van de Radolfzeller Aach

## Verkeer en vervoer

### Autowegen
De Bundesstraße 31 loopt door de gemeente.

## Bezienswaardigheden
Aan de rand van de stad ligt de Burgruine Alter Turm Aach, het restant van een burcht uit de 11e eeuw.
Aach · Allensbach · Bodman-Ludwigshafen · Büsingen · Eigeltingen · Engen · Gaienhofen · Gailingen am Hochrhein · Gottmadingen · Hilzingen · Hohenfels · Konstanz · Moos · Mühlhausen-Ehingen · Mühlingen · Öhningen · Orsingen-Nenzingen · Radolfzell am Bodensee · Reichenau · Rielasingen-Worblingen · Singen · Steißlingen · Stockach · Tengen · Volkertshausen